# Butler, Pennsylvania
Butler là một thành phố thuộc quận Butler, tiểu bang Pennsylvania, Hoa Kỳ. Năm 2010, dân số của thành phố này là 13757 người.

## Lịch sử

### Thập niên 1970 đến nay
Vào ngày 13 tháng 7 năm 2024, trong một cuộc vận động tranh cử tổng thống năm 2024 tại Butler Farm Show Grounds gần Butler, cựu tổng thống Donald Trump đã bị thương trong một vụ ám sát bất thành. Ông được đưa đến Bệnh viện Butler Memorial và điều trị tại đó, trước khi máy bay đưa ông ra khỏi Sân bay quốc tế Pittsburgh.